# Genaro Rodríguez Serrano
Genaro Rodríguez Serrano (Gerena, 23 de marzo de 1998), más conocido como Genaro, es un futbolista español. Juega como defensa o centrocampista y su equipo es la U. D. Leiria de la Segunda División de Portugal.

## Trayectoria
Tras pasar por todos los escalafones inferiores del Sevilla F. C., llegando a disputar partidos de la Liga Juvenil de la UEFA durante tres temporadas seguidas, finalmente entra a formar parte del Sevilla F. C. "C" de la Tercera División a principios de la temporada 2017-18. Estuvo en el equipo solamente durante esa temporada y aunque llegó a debutar con el Sevilla Atlético en la Segunda División no fue hasta la temporada siguiente cuando pasó a formar parte de su plantilla que no pudo evitar el descenso a la Segunda División B.
Al inicio de esa misma temporada renovó por el club hispalense hasta 2021.
El 12 de diciembre de 2019 debutó con el primer equipo en partido correspondiente a la fase de grupos de la Liga Europa de la UEFA contra el APOEL Nicosia. Ese mismo año fue convocado finalmente para la fase final de la competición proclamándose campeón con el club hispalense. También fue suplente en las últimas jornadas con el primer equipo, si bien nunca llegó a jugar.
Durante las temporadas 2018-19 y 2019-20, fue pieza clave en el Sevilla Atlético disputando un total de 43 partidos en los que anotó tres goles. Incluso realizó una parte de la pretemporada con la primera plantilla bajo las órdenes de Julen Lopetegui en la pretemporada 2020-21, si bien a inicio de temporada rescindió su contrato con el equipo hispalense y firmó por el C. D. Mirandés de la Segunda División por una temporada. Por el mismo periodo de tiempo, aunque con un año más opcional, llegó en agosto de 2021 al Málaga C. F.
En Málaga estuvo tres años, en los que jugó 88 encuentros, y en el último de ellos ayudó al equipo a ascender a Segunda División. Se marchó en junio de 2024 al finalizar su contrato y unos días después fichó por el Córdoba C. F. Allí permaneció una única temporada y en julio de 2025 se unió a la U. D. Leiria.

## Selección nacional
Ha participado en dos ocasiones en la selección sub-18, tres en la sub-19 marcando un gol, y seis en la sub-20, con la que ha anotado un gol.

## Clubes
| Club              | País     | Año       |
| ----------------- | -------- | --------- |
| Sevilla F. C. "C" | España   | 2017-2018 |
| Sevilla Atlético  | España   | 2018-2020 |
| C. D. Mirandés    | España   | 2020-2021 |
| Málaga C. F.      | España   | 2021-2024 |
| Córdoba C. F.     | España   | 2024-2025 |
| U. D. Leiria      | Portugal | 2025-     |

## Palmarés

### Títulos internacionales
| Título                 | Club          | Sede     | Año     |
| ---------------------- | ------------- | -------- | ------- |
| Liga Europa de la UEFA | Sevilla F. C. | Alemania | 2019-20 |